# Virreina
Virreina es un barrio perteneciente al distrito 5 Palma-Palmilla de la ciudad andaluza de Málaga, España. Su código postal es 29011. Según la delimitación oficial del ayuntamiento, limita al norte con el barrio de Las Virreinas; al este, con el río Guadalmedina; al sur, con los barrios de La Rosaleda y Huerta La Palma; y al oeste con los barrios de La Palmilla y 26 de febrero.

## Historia y estructura.
Las viviendas de la Virreina se construyeron en 1961. La tipología de bloques tipo se compone de dos volúmenes edificatorios con la altura de planta baja más cuatro, con dos viviendas por planta en cada uno de los volúmenes. En el centro de cada edificio se encuentran las escaleras y pasillos abiertos al exterior. El número de viviendas en cada planta es de cuatro.
La estructura de la edificación se realizó mediante muros de carga de ladrillo macizo, forjado de viguetas y losas de hormigón. La dimensión de las viviendas es de 40 metros cuadrados. Los bloques carecen de ascensor. En esta barrida habría que destacar la carencia de equipamientos. El mobiliario urbano está muy deteriorado.  
Actualmente se han incorporado a dicha barriada pistas de futbol, y parques infantiles para los niños/as del barrio. Además se realizó la edificación de edificios de VPO, los cuales cuentan con alrededor de unas 6 plantas, divididas en las letras A y B, cuentan con un ascensor y las escaleras centrales que comunican cada piso.  

## Transporte
En autobús queda conectado mediante las siguientes líneas de la EMT: 
| Línea | Trayecto                      | Recorrido | Frecuencia    |
| ----- | ----------------------------- | --------- | ------------- |
| 15    | La Virreina - Santa Paula     | Recorrido | 11-12 minutos |
| 17    | Alameda Principal - La Palma  | Recorrido | 10 minutos    |
| N2    | Plaza de la Marina - Circular | Recorrido | 50-55 minutos |
| 18    | Ciudad Jardín - Teatinos      | Recorrido | 20 minutos    |